# Bishops Arms

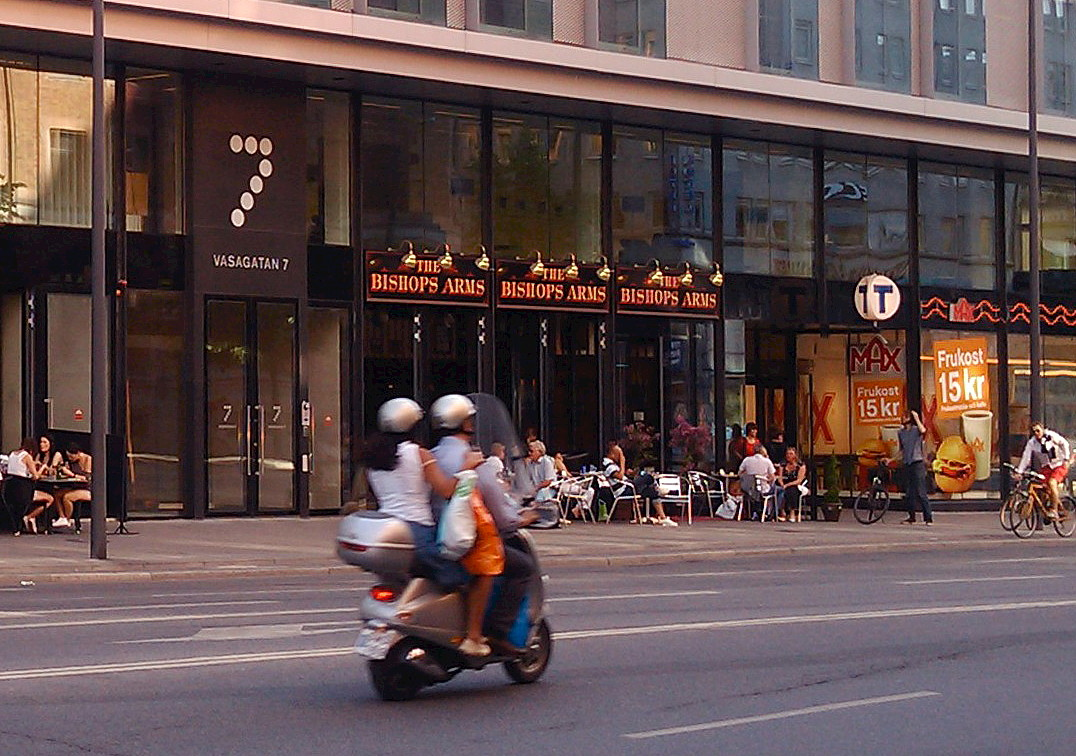
Bishop Arms på Vasagatan 7 i Stockholm

Bishops Arms är en svensk kedja av gastropubar/pubar och hotell som ägs och drivs av hotellkedjan Elite Hotels. Flertalet pubar ligger i anslutning till ett Elite-hotell. 
Pubarna kan betraktas som temakrogar, då de i inredningen ser typiskt "brittiska" ut, med mörkt trä, synliga takreglar, mässingsbeslag samt (mer eller mindre) gamla tavlor, reklam och fotografier från Storbritannien. Inredningen är autentisk, men medvetet likformig mellan pubarna, för att ge en hög igenkänningsfaktor. En gimmick är de klarblå ytterdörrarna.
Ölsortimentet på pubarna är stort för svenska krogar; det finns 20–25 sorters fatöl och 70–100 flasköl. De har också ett stort sortiment av whisky med upp till 250 sorter. Maten var tidigare av enklare slag med mycket friterade snacks och husmanskost, men under 2007 nylanserades Bishop's Arms som gastropub.

## Historia
Den första Bishop's Arms-puben öppnade på Elite Stadshotellet i Västerås 1993. Namnet "The Bishop's Arms" valdes på grund av närheten till stadens domkyrka och Biskopsgatan. Sedan dess har kedjan expanderat och 2019 finns ett fyrtiotal pubar runt om i Sverige.

## Ägare
Bishop Scandinavia AB som operatörsbolaget heter, är ett helägt dotterbolag till Elite Hotels of Sweden. Företagen ägs till 100% av Caroline Chakraborty dotter till den bortgångne grundaren och hotellentreprenören Bicky Chakraborty.